# Philipp Frank (Politiker)
Philipp Frank (* 17. März 1968 in Freiburg im Breisgau) ist ein deutscher Kommunalpolitiker der CDU. Von 2015 bis 2023 war er Oberbürgermeister der Großen Kreisstadt Waldshut-Tiengen.

## Leben
Frank erwarb sein Abitur am Kepler-Gymnasium in Freiburg im Breisgau. Seinen Zivildienst leistete er an der Universitätsklinik Freiburg und im Evangelischen Stift Freiburg. Er studierte Geschichte und Germanistik an der Universität Hamburg und am Trinity College Dublin. In Hamburg promovierte er zum Doktor der Philosophie. Bei der IHK absolvierte er eine Weiterbildung zum Geprüften Betriebswirt.
Ab Ende der 1990er Jahre arbeitete Frank in der Presse- und Öffentlichkeitsarbeit sowie im Journalismus. Von 2006 bis 2008 war er Pressesprecher der Stadtverwaltung von Villingen-Schwenningen, von 2008 bis 2014 Leiter Unternehmenskommunikation / Mittelstands- und Regionalpolitik bei der IHK Schwarzwald-Baar-Heuberg. 2014 wechselte er als Leiter Wirtschaftspolitik / Strategische Fragen zur IHK Saarland.
2015 kandidierte er für das Amt des Oberbürgermeisters von Waldshut-Tiengen. Ohne offiziellen Gegenkandidaten wurde er bei einer Wahlbeteiligung von ungefähr 30 % mit fast 90 % der abgegebenen gültigen Stimmen gewählt. Kurzfristig hatte noch eine Stadträtin der Grünen dazu aufgerufen, sie durch Namensnennung auf dem Stimmzettel zu wählen und dadurch knapp 9 % der Stimmen erreicht.
Bei der Bürgermeisterwahl am 23. Juli 2023 unterlag Frank seinem parteilosen Mitbewerber Martin Gruner. Frank übergab das Amt am 20. Oktober 2023 an Gruner.
Philipp Frank ist katholisch, verheiratet und Vater zweier Söhne.